# Escritura osmanya
La escritura osmanya (somalí: Cismaanya; Osmanya: 𐒋𐒘𐒈𐒑𐒛𐒒𐒕𐒖), también conocida como soomaali o "escritura de Somalia", es un sistema de escritura creado para transcribir el idioma de Somalia. La misma fue inventada entre 1920 y 1922 por Osman Yusuf Kenadid del clan Majeerteen Darod, sobrino del sultán Yusuf Ali Kenadid del Sultanato de Hobyo.

## Historia

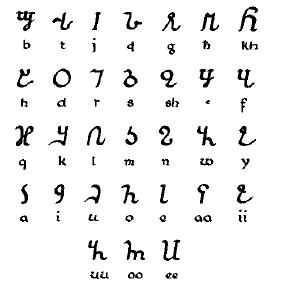
Símbolos utilizados en el sistema de escritura osmanya.

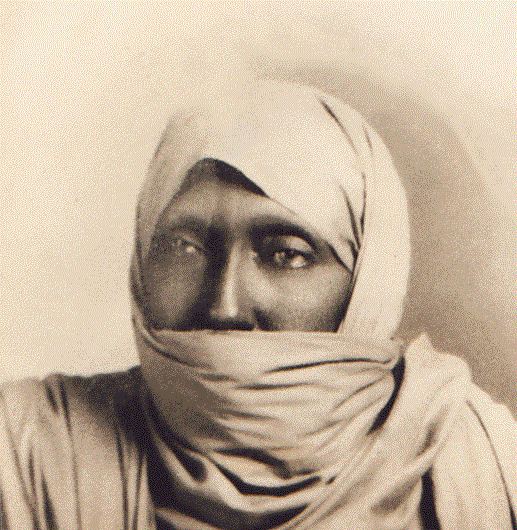
Osman Yusuf Kenadid.

Aunque el alfabeto osmanya era ampliamente aceptado en Somalia y rápidamente se produjo una cantidad abundante de literatura utilizando el osmanya, resultó difícil difundirlo entre la población debido principalmente a la fuerte competencia que representaba la escritura árabe establecida hace tiempo, así como los alfabetos somalíes emergentes desarrollados por el lingüista somalí Shire Jama Ahmed, basado en el alfabeto latino.
Como el sentimiento nacionalista creció, y dado que el idioma somalí había perdido su sistema antiguo de escritura, la adopción de un sistema de escritura universal del idioma somalí se convirtió en un importante tema de discusión. Después de la independencia, se avanzó poco en el tema, la opinión estaba dividida sobre si se debía adoptar el sistema de escritura árabe o el sistema latino.
En octubre de 1972, el gobierno del presidente somalí Mohamed Siad Barre unilateralmente decidió utilizar solo el alfabeto latino para escribir somalí en vez del árabe o los símbolos de la escritura osmanya. Las principales razones de esta decisión fueron: su simplicidad, el hecho de que se presta bien a la escritura de Somalia, ya que puede hacer frente a todos los sonidos en la lengua, y la existencia generalizada de las máquinas de escribir diseñadas para su uso. Posteriormente, la administración Barre lanzó una campaña masiva de alfabetización destinada a garantizar la adopción única. Esto condujo a una fuerte disminución en el uso del osmanya.

## Dirección de la escritura
La dirección de la lectura y la escritura en osmanya es de izquierda a derecha. Los nombres de las letras se basan en los nombres de las letras en árabe, y las vocales largas uu e ii están representados por las letras waaw y yaa, respectivamente.

## Unicode
El sistema de escritura osmanya está disponible en el Unicode, intervalo 10480-104AF [de U10480 - U104AF  (66.688 a 66.735)].